# Janówek (przystanek kolejowy w powiecie legionowskim)
Janówek – przystanek kolejowy w Janówku Pierwszym, w województwie mazowieckim, w Polsce.

## Ruch pasażerski[1]
| Rok  | Wymiana pasażerska na dobę |
| ---- | -------------------------- |
| 2017 | 150-199                    |
| 2018 | 200-299                    |
| 2019 | 300-499                    |
| 2020 | 200-299                    |
| 2021 | 300-499                    |
| 2022 | 500-699                    |
| 2023 | 500-699                    |

## Połączenia
| Przewoźnik         | Linia | Trasa                                  |       |
| ------------------ | ----- | -------------------------------------- | ----- |
| Koleje Mazowieckie | R90   | Warszawa Gdańska - Janówek - Działdowo | [ 4 ] |